# Îles
Îles est une mélodie pour voix et piano de la compositrice française Claude Arrieu, écrite en 1945.

## Contexte et création
Claude Arrieu compose Îles sur un texte de Jean Cocteau extrait de ses Poésies 1917-1920. La compositrice révise l'œuvre en 1984. Elle est publiée la même année, en 1984.